# Пух, Валентина Николаевна
Валенти́на Никола́евна Пух (бел. Валянціна Мікалаеўна Пух; род. 17 декабря 1969, Пулемец, Волынская область) — белорусский государственный и политический деятель, депутат Палаты представителей Национального собрания VIII созыва.

## Биография
Родилась 17 декабря 1969 года на Волыни, Украина. В 1993 году окончила Луцкий педагогический институт по специальности «Педагогика и методика начального обучения». В 2007 году прошла переподготовку в институте повышения квалификации и переподготовки кадров Брестского государственного технического института по специальности «Менеджмент». Прошла профессиональный путь от почтальона в 24-м отделении почтовой службы Бреста до директора Брестского филиала «Белпочта», который возглавляет с 2008 года.
Избиралась депутатом Брестского областного Совета депутатов по Брестскому Северо-Западному избирательному округу № 2. Являлась заместителем председателя Брестского областного Совета депутатов. С ноября 2016 года — председатель Брестской областной организации ОО «Белорусский союз женщин». В 2021 году — делегат Всебелорусского народного собрания. 25 февраля 2024 года избрана Депутатом Палаты представителей Национального собрания Белоруссии.

### VIII созыв (с 22 марта 2024 года)
Во время функционирования Палаты представителей VIII созыва является заместителем председателя Постоянной комиссии по государственному строительству, местному самоуправлению и регламенту.

## Выборы
| Кандидат                    | Кандидат                    | Партия                                        | Голосов | %   |
| --------------------------- | --------------------------- | --------------------------------------------- | ------- | --- |
|                             | Пух, Валентина Николаевна   | Партия «Белая Русь»                           |         |     |
|                             | Федюкова, Татьяна Андреевна | Республиканская партия труда и справедливости |         |     |
| Против всех                 |                             |                                               |         |     |
| Недействительных бюллетеней |                             |                                               |         |     |
| Всего                       | Всего                       | Всего                                         |         | 100 |
| Явка избирателей            |                             |                                               |         |     |

## Награды
- Нагрудный знак «Ганаровы работнiк сувязi Беларусi»[4].
- Звание «Человек года Брестщины» (2022)[9].

## Личная жизнь
Замужем, имеет двух взрослых дочерей и четырёх внуков. Старшая дочь работает в торговле, младшая — журналист. В качестве примера женщины-руководителя восхищается Натальей Кочановой.